# Bouldering

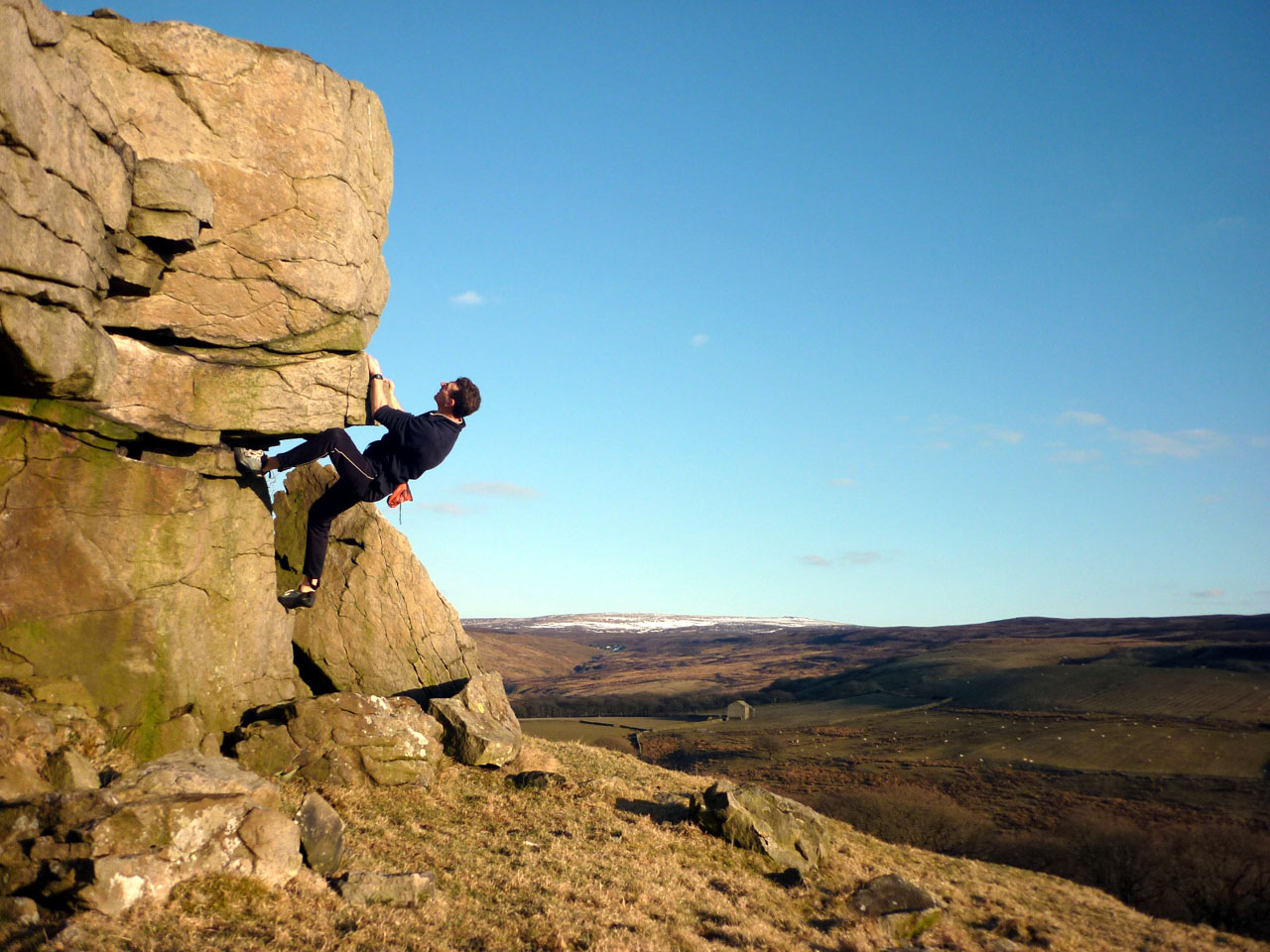

Boulderingul este o formă de cățărare, întreprinsă fără asigurare, limitată  la rute foarte scurte, astfel încât căderile să nu producă răniri foarte grave (pentru atenuare se utilizează saltele).
Pentru a reduce riscul de rănire la o cădere, practicanții urcă rareori mai mult de 3-5 metri deasupra solului. Este practicat pe pereți naturali sau artificiali în săli de sport sau în aer liber. 

## Istoric
Originile documentate ale boulderingului se regăsesc în Marea Britanie, Franța și Italia în ultima parte a secolului al 19-lea. Primul nume, legat de bouldering este cel al lui Eckenstein Oscar, un inginer britanic și alpinist inovator, care a scris despre bouldering, și, în 1890, a realizat o competiție de bouldering pentru locuitorii din Askole, un sat din muntii Karakorum. Timp de mulți ani, boulderingul a fost văzut ca o activitate de formare pentru alpiniști. La sfârșitul anilor '40, Allain Pierre și tovarășii lui încep să practice bouldering, ca formă distinctă a cățărării, în zona Fontainebleau, considerată de mulți Mecca boulderingului. Cel care practică bouldering ca specialitate a lui, luptând pentru legitimarea și promovarea sa, este John Gill, un matematician american și gimnast amator, considerat părintele boulderingului modern.

## Tehnică
Elementele de bază în bouldering sunt forța, rezistența și dinamica. Se axează, în principal, pe mișcări individuale sau scurte secvențe de mișcări, spre deosebire de formele tradiționale de escaladă, care necesită  mai multă anduranță.
Deseori, rutele de boulder sunt numite probleme datorită dimensiunii lor reduse și naturii lor deosebite.
Pentru protecția cățărătorilor se folosesc saltele de aterizare speciale pentru a reduce impactul cu solul, dar și spotteri, persoane care « stau la prindere ». Spotter-ul direcționează corpul cățărătorului în cazul unei căderi, astfel încât să îi protejeze capul și să atenueze șocul sau să prevină aterizarea într-o poziție periculoasă.
Unul dintre avantajele majore ale boulderingului este cerința relativ mică de echipament. Nu este neobișnuit să vezi cățărători cu espadrile, un sac de magneziu și un  izopren pentru a evita murdărirea espadrilelor.
Ca și în alte tipuri de escaladă, boulderingul a dezvoltat propriile sisteme de clasificare pentru dificultatea traseelor, în principal din cauza dificultății mult mai mari decât în cazul traseelor tradiționale de alpinism. Sistemele cele mai frecvent utilizate de clasificare sunt cel de la Fontainebleau, care variază de la 1 la 8c +, și  cel al lui John Sherman, începând de la V0 și crescând cu numere întregi până la V16. Ambele scări sunt deschise în partea de sus.